# 郑州公交26路
郑州公交26路是郑州市内一条已停运的公共汽车线路，来往于郑州火车站与位于郑东新区中央商务区的郑州国际会展中心，由郑州公交集团第四运营公司运营，开通于1988年4月1日。并于2023年9月19日停运。

## 线路历史
26路开通于1988年4月1日，由火车站至长途汽车东站，途经二七广场、东太康路、商城路、城东路、郑汴路，长5.4公里。1991年10月，改经人民路、金水路、城东路、郑汴路。1995年5月，因长途汽车东站迁至金水路，线路再次改动，仍为火车站至长途汽车东站，途经道路改为二七路、东太康路、人民路、金水路，长7.5公里。
2005年10月20日，26路首末站调整为会展中心-火车站，成为连接市中心与郑东新区中央商务区的线路。2013年3月，15辆宇通ZK6116HGS1型双层巴士投入本线运营。
2023年8月起，郑州市对公交线网进行分批次优化调整。根据《郑州市公交线网服务提升方案》，26路于2023年9月19日起停运。

## 线路基本资料（停运前）

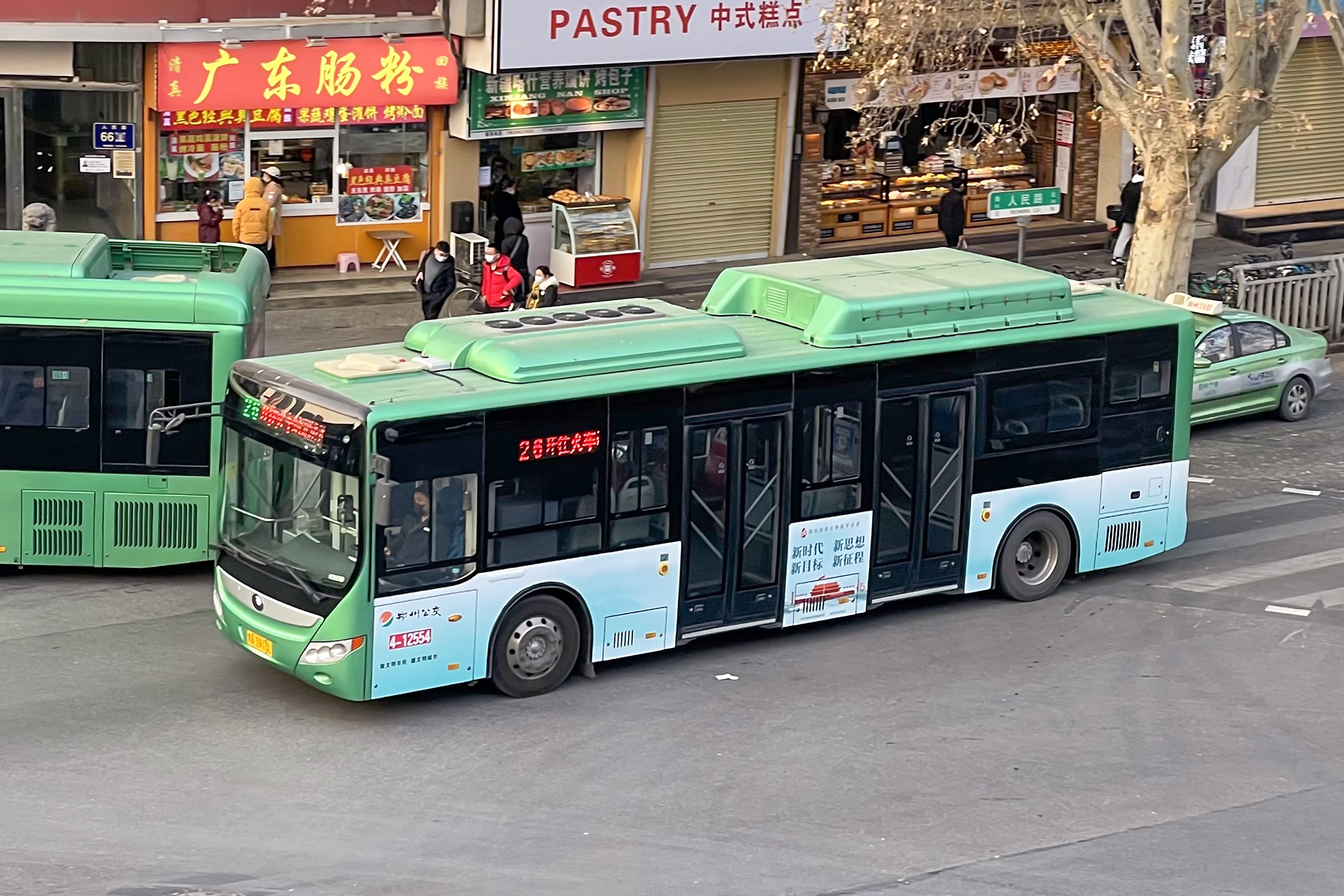
运行于26路的宇通E10型于人民路

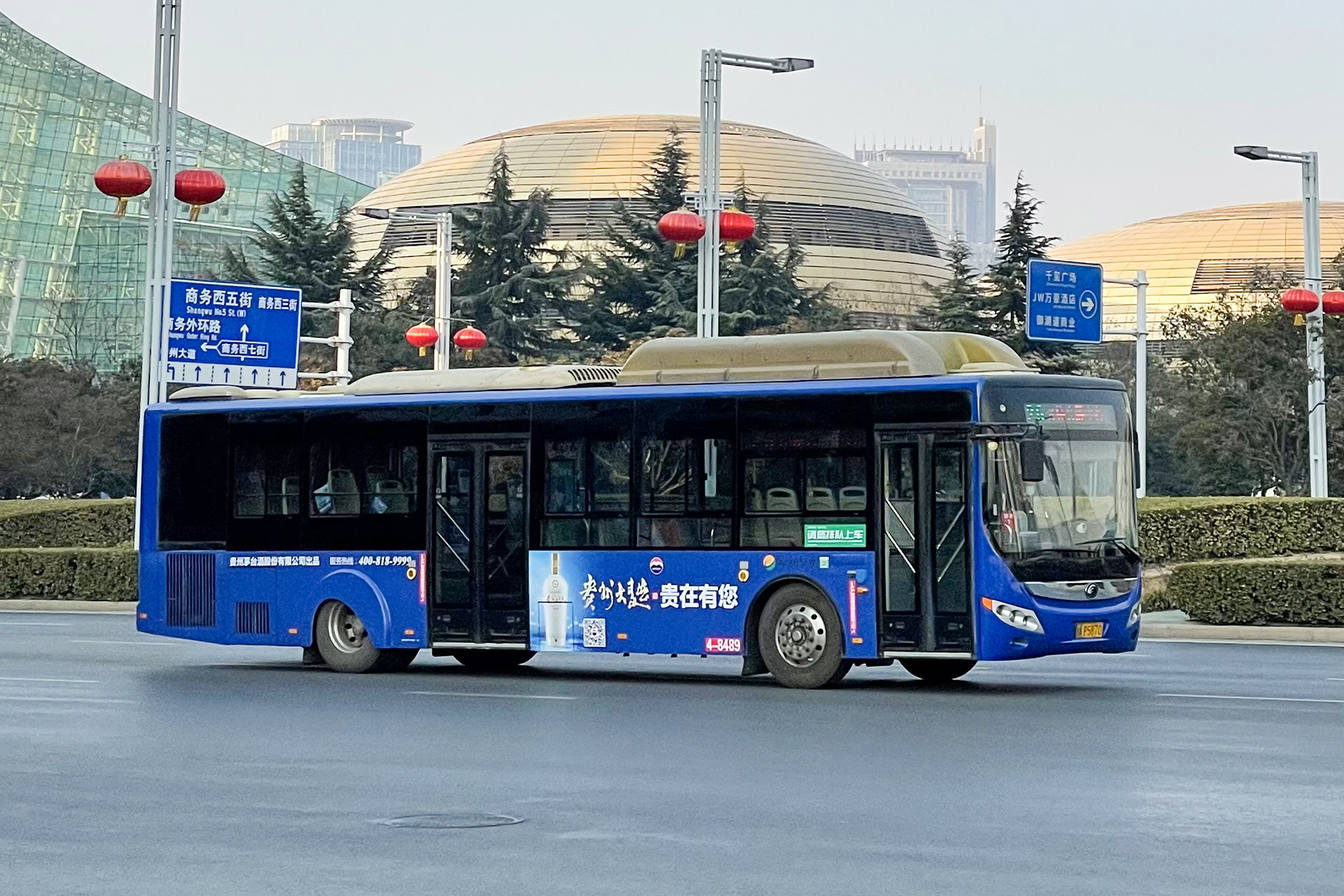
运行于26路的宇通ZK6120CHEVNPG4型于商务内环路

### 线路走向
- 下行：会展中心→火车站北港湾
  - 自会展中心起，经商务外环路、平安大道、黄河南路、金水东路、人民路、正兴街、福寿街，至火车站北港湾止。
- 上行：火车站北港湾→会展中心
  - 自火车站北港湾起，经二马路、正兴街、人民路、金水路、金水东路、黄河南路、平安大道、商务内环路，至会展中心止。

### 服务时间
- 会展中心：06:00～21:00
- 火车站北港湾：06:00～21:00

### 收费
- 全程单价RMB¥1，无人售票，支持绿城通（普通储值卡8折，成人月票5折，学生月票2.5折，老年卡免费）、微信/支付宝乘车码及银联云闪付。

### 与郑州地铁的换乘
- █ 1号线：二七广场、人民路、紫荆山、燕庄、民航路、会展中心
- █ 2号线：紫荆山
- █ 3号线：二七广场
- █ 4号线：会展中心、中央商务区
- █ 5号线：众意西路、中央商务区

### 停站
26路各停靠站点如下表所示：
| 下行站序 | 上行站序 | 站名                 | 所在道路         | 轨交换乘                                                                                     | 周边地点                                                                         |
| 1        | 23       | 会展中心             | 金水立交北侧桥下 | 14 会展中心                                                                                  | 会展西游园、郑州国际会展中心、绿地中心·千玺广场                                  |
| 2        | -        | 商务外环路商务西七街 | 商务外环路       |                                                                                              | 中华保险大厦、中银大厦、丹尼斯2天地                                              |
| 3        | -        | 商务外环路商务西三街 | 商务外环路       | 河南国际商会大厦、国龙大厦、丹尼斯3天地                                                      |                                                                                  |
| 4        | -        | 商务外环路众意西路   | 商务外环路       | 5 众意西路                                                                                   | 中原广发金融大厦、中油花园酒店、丹尼斯5天地                                      |
| 5        | -        | 商务外环路众意路     | 商务外环路       | 5 众意西路                                                                                   | 绿地峰会天下、路劲大厦、丹尼斯6天地                                              |
| 6        | -        | 商务外环路商务西一街 | 商务外环路       |                                                                                              | 河南省农业银行大厦、丹尼斯7天地                                                  |
| 7        | -        | 商务外环路商务东一街 | 商务外环路       | 45 中央商务区                                                                                | 郑东新区湿地公园、格拉姆大厦、美豪诺富特酒店                                     |
| 8        | -        | 商务外环路九如路     | 商务外环路       | 45 中央商务区                                                                                | 海联大厦、郑东金融大厦                                                           |
| 9        | -        | 商务外环路九如东路   | 商务外环路       |                                                                                              | 中科大厦、中国人保大厦、郑东新区外国语学校                                       |
| -        | 22       | 商务内环路商务西八街 | 商务内环路       | 14 会展中心                                                                                  | 会展西游园、中信大厦、丹尼斯1天地                                                |
| -        | 21       | 商务内环路商务西六街 | 商务内环路       |                                                                                              | 河南艺术中心、五行嘉园、丹尼斯2天地                                              |
| -        | 20       | 商务内环路商务西二街 | 商务内环路       | 红白花公园、伟业财智广场、龙湖大厦、丹尼斯4天地                                              |                                                                                  |
| -        | 19       | 商务内环路众意西路   | 商务内环路       | 5 众意西路                                                                                   | 奥园国际公寓、红白花公园、丹尼斯6天地                                            |
| -        | 18       | 商务内环路众意路     | 商务内环路       |                                                                                              | 世贸大厦、丹尼斯7天地                                                            |
| -        | 17       | 商务内环路商务东一街 | 商务内环路       | 45 中央商务区                                                                                | 郑州广电中心、郑东新区湿地公园                                                   |
| -        | 16       | 商务内环路九如路     | 商务内环路       |                                                                                              | 海逸名门、金成阳光世纪、郑州国际会展中心                                         |
| -        | 15       | 商务内环路商务东三街 | 商务内环路       | 未来国际                                                                                     |                                                                                  |
| 10       | 14       | 市四十七中           | 平安大道         | 郑州四十七中                                                                                 |                                                                                  |
| 11       | 13       | 公交集团             | 黄河南路         | 中义阿卡迪亚、郑州市公交集团                                                                 |                                                                                  |
| -        | 12       | 黄河南路金水东路     | 黄河南路         | 1 黄河南路                                                                                   | 万鼎广场、鑫地大厦                                                               |
| 12       | -        | 金水东路黄河南路     | 金水东路         | 1 黄河南路                                                                                   | 中义阿卡迪亚、蓝天小区                                                           |
| -        | 11       | 金水东路聚源路       | 金水东路         |                                                                                              | 豫航佳苑、聚龙城                                                                 |
| 13       | 10       | 金水东路通泰路       | 金水东路         | 鑫苑中央花园                                                                                 |                                                                                  |
| 14       | 9        | 金水立交             | 金水路           | 楷林国际、广汇PAMA、河南信息广场、盛润国际广场、新鑫花园                                     |                                                                                  |
| 15       | 8        | 金水路民航路         | 金水路           | 1 民航路                                                                                     | 郑州建国饭店、国家开发银行大厦、名门城市广场、浦发金融大厦                       |
| 16       | 7        | 金水路未来路         | 金水路           | 1 燕庄                                                                                       | 金水升龙广场、升龙大厦、郑州希尔顿酒店、兴业大厦                                 |
| 17       | 6        | 金水路东明路         | 金水路           |                                                                                              | 河南中医药大学第三附属医院、盛世民航国际酒店                                     |
| 18       | 5        | 国际饭店             | 金水路           | 河南中州皇冠假日酒店、郑州中州假日酒店、郑州中州智选假日酒店、郑州索菲特国际饭店、紫荆山宾馆 |                                                                                  |
| -        | 4        | 紫荆山金水路东       | 金水路           | 12 紫荆山                                                                                    | 紫荆山公园、河南省人民会堂、黄河水利委员会                                       |
| 19       | -        | 紫荆山人民路         | 人民路           | 12 紫荆山                                                                                    | 人民广场、紫荆山百货、紫荆山公园、河南饭店                                       |
| 20       | 3        | 工人新村             | 人民路           | 1 人民路                                                                                     | 工人新村、河南中医药大学第一附属医院、丹尼斯百货人民店、郑州体育馆、中原图书大厦 |
| 21       | -        | 二七广场人民路       | 人民路           | 13 二七广场                                                                                  | 鸿成光彩、大乐城、大上海城、商城大厦、人民路基督教堂                             |
| -        | 2        | 二七广场正兴街       | 正兴街           | 13 二七广场                                                                                  | 二七广场、德化街、华润万象城                                                     |
| 22       | 1        | 火车站北港湾         | 兴隆街           | 郑州站                                                                                       | 郑州火车站、郑州长途汽车中心站、郑州国际小商品城                                 |